# McMillin
McMillin – jednostka osadnicza w Stanach Zjednoczonych, w stanie Waszyngton, w hrabstwie Pierce.